# Эрценхаузен
Эрценхаузен (нем. Erzenhausen) — община в Германии, в земле Рейнланд-Пфальц. 
Входит в состав района Кайзерслаутерн. Подчиняется управлению Вайлербах.  Население составляет 728 человек (на 31 декабря 2010 года). Занимает площадь 5,63 км².